# FC Venedig
Der Venezia Football Club, im deutschen Sprachraum allgemein bekannt als FC Venedig, ist ein 1907 gegründeter Fußballverein aus Venedig (italienisch Venezia). Seit der Saison 2025/26 spielt der Verein in der Serie B.
Weitere Bezeichnungen sind I Leoni Alati (deutsch „Die geflügelten Löwen“) und Gli Arancioneroverdi (deutsch „Die Orange-Schwarz-Grünen“).

## Geschichte

### Venezia Foot Ball Club
Der Verein mit dem englischen Namen Venezia Foot Ball Club wurde am 14. Dezember 1907 gegründet. Seine Vereinsfarben waren Schwarz-Grün.

### Associazione Calcio Venezia (AC Venedig)
1919 wurde der Name nach Verschmelzung in Associazione Calcio Venezia geändert. 1909 erreichte der Verein das Semifinale der italienischen Meisterschaft. In der Saison 1924/25 debütierte der umbenannte Venezia Football Club als AC Venedig in der höchsten Spielklasse. In der Saison 1929/30 wechselte der Verein seinen Namen abermals in Serenissima sowie die Vereinsfarben in venezianisch rot. Nach kurzer Zeit wurde dies jedoch wieder rückgängig gemacht.
Anfang der 1940er hatte der Verein seine größten Erfolge. In der Saison 1940/41 gewann er den italienischen Pokal (Coppa Italia) und wurden 1941/42 Dritter in der Serie A.

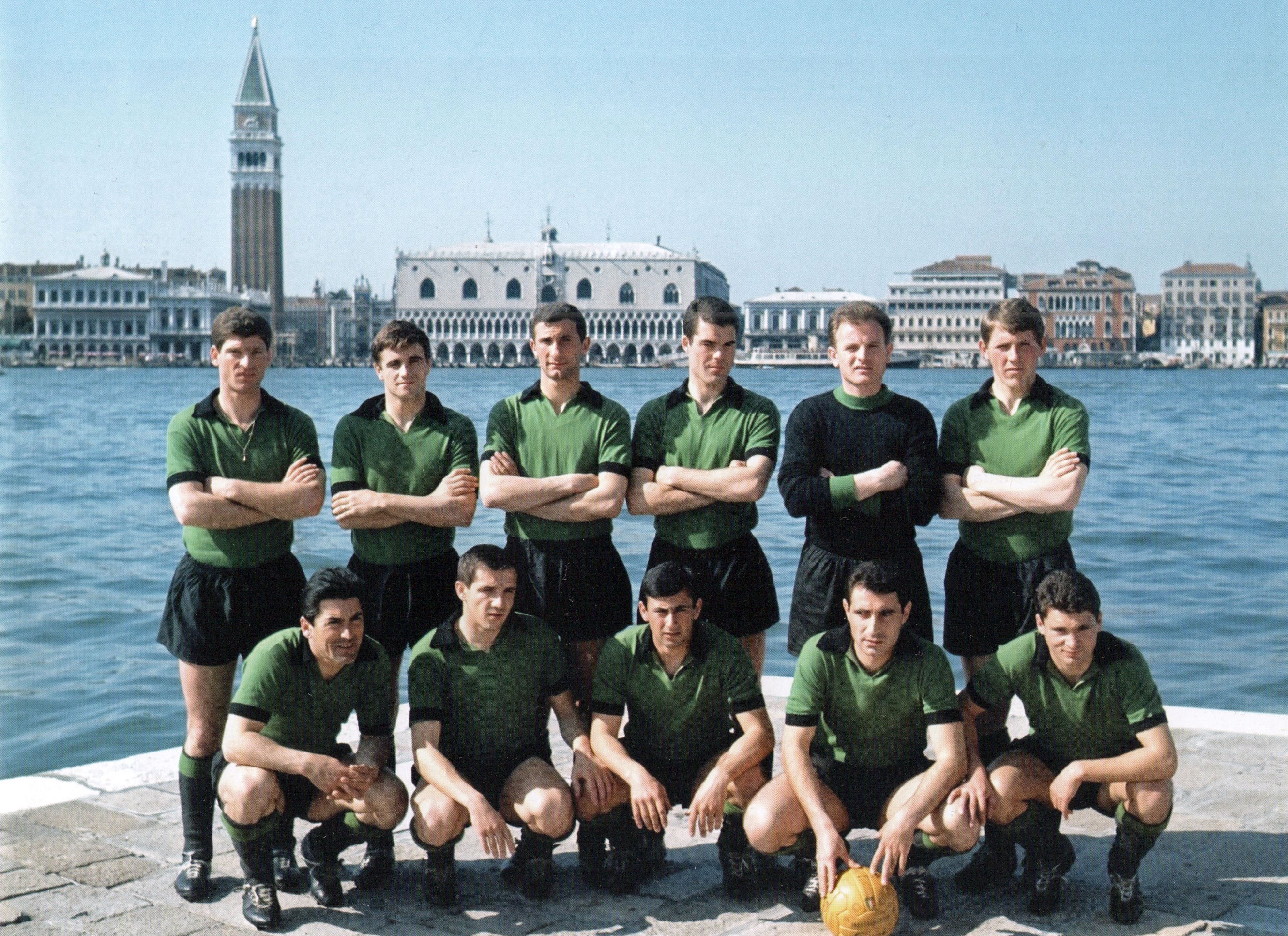
Mannschaft der AC Venezia im Jahr 1963, in den bis zur Vereinigung mit Mestre (1987) gängigen Vereinsfarben Grün und Schwarz

Im Jahr 1987 fusionierte der Verein mit der Mannschaft von Mestre und für kurze Zeit wurde der Name in Venezia-Mestre geändert. Nach Jahren in der Serie C stieg der Verein 1990/91 unter seinem vorigen Namen AC Venedig wieder in die Serie B auf und schaffte es in der Saison 1997/98 nach 30 Jahren wieder in die Serie A. Nach dem Abstieg in der Saison 2001/02 geriet der Klub in Schwierigkeiten und stieg 2004/05 wieder in die Serie C1 ab.
Am 22. Juni 2005 erklärte sich der Verein für bankrott.

### Società Sportiva Calcio Venezia (SSC Venedig)
Der Verein Società Sportiva Calcio Venezia startete zunächst in der Serie C2, stieg jedoch sofort wieder in die Serie C1 auf. Er wurde jedoch im Sommer 2009 zahlungsunfähig.

### FBC Unione Venedig
Der Verein Foot Ball Club Unione Venezia wurde am 27. Juli 2009 gegründet und startete in der fünftklassigen Serie D. Nachdem in den Saisonen 2009/10 und 2010/11 der Aufstieg in die viertklassige Lega Pro Seconda Divisione (ehemals Serie C2) jeweils erst im Aufstiegs-Playoff-Finale verpasst worden war, gewann der FBC Unione Venedig in der Saison 2011/12 die Meisterschaft der Girone C der Serie D und sicherte sich dadurch die Rückkehr in die vierthöchste Spielklasse und niedrigste Profiliga. Außerdem wurde mit einem Sieg über Teramo Calcio die Meisterschaft der Serie D gewonnen. In der Saison 2012/13 gelang der zweite Aufstieg in Folge, nachdem die Mannschaft aus Venedig in den Aufstiegs-Playoffs die AC Renate und AC Monza Brianza besiegte. 2013/14 spielt der Verein somit in der drittklassigen Lega Pro Prima Divisione (ehemals Serie C1).
Der russische Großunternehmer Jury Korablin war von 2011 bis 2015 der neue Besitzer des FBC Unione Venedig. An der Übernahme des traditionsreichen früheren Erstligisten, beteiligt sich auch der russische Unternehmer Alex Samochin, der seit Jahren im Raum Venedig lebt.

### FC Venedig
2015 ging der FBC Unione Venedig erneut in die Insolvenz und wurde als FC Venedig neu gegründet. Neuer Besitzer wurde der US-amerikanische Unternehmer Joe Tacopina, im Spielbetrieb startete man in der Serie D neu. Als Meister der Serie D stiegen die „Lagunari“ in die drittklassige Lega Pro, Girone B auf. Nach einem erneuten Aufstieg spielte der Verein bis 2021 in der zweitklassigen Liga Serie B.
Am 27. Mai 2021 gelang durch 1:1 im Playoff-Rückspiel (1:0-Sieg im Hinspiel) gegen die AS Cittadella der Aufstieg in die Serie A nach insgesamt 19 Jahren Abstinenz. Nachdem man in der höchsten Spielklasse allerdings nur den 20. Platz belegt hatte, stieg der Verein bereits nach einer Saison wieder in die Serie B ab.

## Logohistorie

1990–2005
2005–2009
2009–2013
2017–2022

## Aktueller Kader der Saison 2024/25
Stand: 28. Mai 2025
| Nr. |                    | Position | Name                    |
| --- | ------------------ | -------- | ----------------------- |
| 1   | Finnland           | TW       | Jesse Joronen           |
| 2   | Guinea-Bissau      | AB       | Fali Candé              |
| 4   | Indonesien         | AB       | Jay Idzes               |
| 5   | Suriname           | AB       | Ridgeciano Haps         |
| 6   | Vereinigte Staaten | MF       | Gianluca Busio          |
| 7   | Italien            | AB       | Francesco Zampano       |
| 9   | Danemark           | ST       | Christian Gytkjær       |
| 10  | Ecuador            | ST       | John Yeboah             |
| 11  | Italien            | ST       | Gaetano Oristanio       |
| 14  | Italien            | MF       | Hans Nicolussi Caviglia |
| 16  | Italien            | AB       | Alessandro Marcandalli  |
| 17  | Guinea-a           | MF       | Cheick Condé            |
| 18  | Tschechien         | ST       | Daniel Fila             |
| 19  | Island             | MF       | Bjarki Steinn Bjarkason |
| 21  | Belgien            | AB       | Richie Sagrado          |
| 22  | Slowenien          | MF       | Domen Črnigoj           |

| Nr. |             | Position | Name                    |
| --- | ----------- | -------- | ----------------------- |
| 23  | Italien     | TW       | Matteo Grandi           |
| 24  | Italien     | MF       | Alessio Zerbin          |
| 25  | Belgien     | AB       | Joël Schingtienne       |
| 27  | Italien     | AB       | Antonio Candela         |
| 28  | Rumänien    | TW       | Andrei Radu             |
| 30  | Osterreich  | AB       | Michael Svoboda         |
| 32  | Ghana       | MF       | Alfred Duncan           |
| 33  | Kroatien    | AB       | Marin Šverko            |
| 35  | Serbien     | TW       | Filip Stanković         |
| 71  | Spanien     | MF       | Kike Pérez              |
| 77  | Island      | MF       | Mikael Egill Ellertsson |
| 79  | Argentinien | AB       | Franco Carboni          |
| 80  | Marokko     | ST       | Saad El Haddad          |
| 97  | Italien     | MF       | Issa Doumbia            |
| 99  | Kroatien    | ST       | Mirko Marić             |

## Statistiken

### Sportliche Erfolge

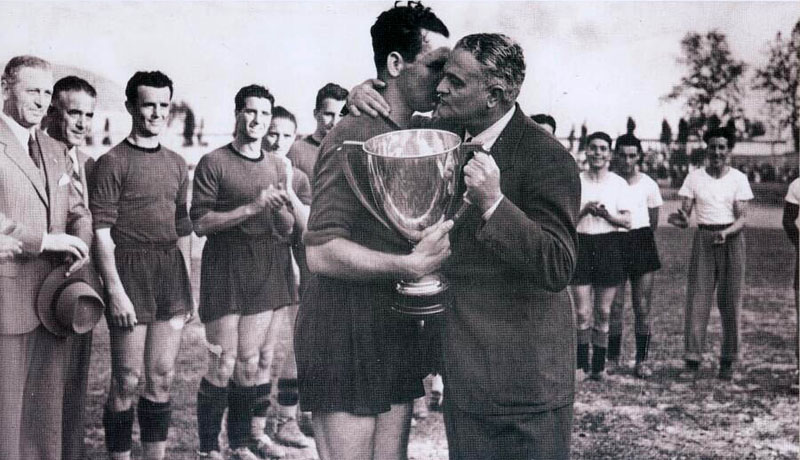
Die Mannschaft Venezias nach dem Gewinn der Coppa Italia 1940/41

- Coppa Italia
  - Sieger: 1941
  - Finalist: 1943
- Serie A
  - Vizemeister: 1912
  - Dritter: 1942
- Serie B
  - Meister: 1961, 1966

### Ligazugehörigkeit
- Serie A: 14 Spielzeiten, zuletzt 2024/25
  - Abstiege (8): 1947, 1950, 1963, 1967, 2000, 2002, 2022, 2025
- Serie B: 41 Spielzeiten, wieder seit 2025/26
  - Aufstiege (8): 1938/39, 1948/49, 1960/61, 1965/66, 1997/98, 2000/01, 2020/21, 2023/24
  - Abstiege (4): 1934/35, 1951/52, 1967/68, 2004/05
- Serie C: 33 Spielzeiten, zuletzt: 2016/17
  - Aufstiege (7): 1936, 1956, 1988, 1991, 2006, 2013, 2017
  - Abstiege (4): 1977, 1982, 2009, 2015

### Ehemalige Spieler
- Juan Agostino Alberti
- Luigi Allemandi
- Daniel Andersson
- Aldo Ballarin
- Paolo Barison
- Can Bartu
- Fabio Bazzani
- Francesco Benussi
- Fábio Bilica
- Joachim Björklund
- Igor Budan
- Kewullay Conteh
- Virginio De Paoli
- Marco Delvecchio
- Arturo Di Napoli
- Enrico Fantini
- Maurizio Ganz
- Francesco Guidolin
- Giuseppe Iachini
- Robert Ibertsberger
- Michael Konsel
- Nii Lamptey
- Lucien Leduc
- Martin Lejsal
- Ezio Loik
- Claudio Maiani
- Mancini
- Pedro Manfredini
- Ferruccio Mazzola
- Valentino Mazzola
- Stefano Morrone
- Luis Nani
- Bruno N’Gotty
- Luís Oliveira
- Gerhard Poschner
- Sandro Puppo
- Álvaro Recoba
- Francesco Romano
- Gaetano Salvemini
- Stefan Schwoch
- Pietro Serantoni
- Michele Serena
- Andrea Soncin
- Giorgio Stivanello
- Cesare Valinasso
- Paolo Vanoli
- Christian Vieri
- Cristiano Zanetti
- Kenneth Zeigbo

### Ehemalige Trainer
- Luigi Barbesino
- Giancarlo Corradini
- Giovan Battista Fabbri
- Alfredo Foni
- Giuseppe Iachini
- Filippo Inzaghi
- Luigi Maifredi
- Antal Mally
- Rino Marchesi
- Giuseppe Materazzi
- Walter Novellino
- Imre Payer
- Cesare Prandelli
- Julio César Ribas
- Humberto Rosa
- Giuseppe Sabadini
- Franz Sedlacek
- Michele Serena
- Andrea Soncin
- Rudolf Stanzel
- László Székely
- Attilio Tesser
- Gian Piero Ventura
- Alberto Zaccheroni
- Paolo Zanetti
- Walter Zenga